# تریس(دی‌بنزیلیدن‌استون)دی‌پالادیوم(۰)
تریس (دی‌بنزیلیدن‌استون) دی‌پالادیوم(۰) یا [Pd2(dba)3] یک ترکیب آلی حاوی پالادیوم است. این ماده ترکیبی از پالادیوم (۰) با دی‌بنزیلیدن‌استون (dba) و به شکل جامد بنفش تیره/قهوه‌ای بوده که در حلال‌های آلی به‌طور متوسط قابل حل است. از آنجا که لیگاندهای dba به راحتی جابجا می‌شوند، این کمپلکس به عنوان یک کاتالیزور همگن در سنتز آلی استفاده می‌شود.

## فرآوری و ساختار

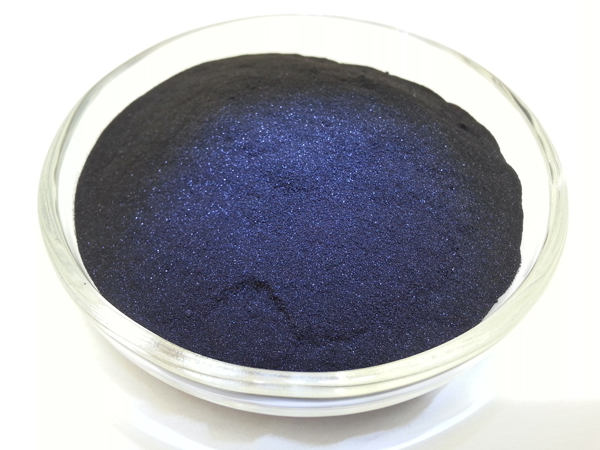
Pd_{2}(dba)_{3}

نخستین بار در سال ۱۹۷۰، از دی‌بنزیلیدن‌استون و سدیم تتراکلروپالادات تهیه شد. از آنجا که معمولاً از کلروفرم تبلور مجدد می‌شود، این کمپلکس اغلب به‌عنوان محصول افزایشی [Pd2(dba)3·CHCl3] عرضه می‌شود. خلوص نمونه‌ها می‌تواند متغیر باشد.
در [Pd2(dba)3]، جفت اتم‌های Pd به اندازه ۳۲۰ پیکومتر از هم فاصله دارند. اما توسط واحدهای dba به هم گره خورده‌اند. مراکز Pd(0) به قسمت‌های آلکن لیگاندهای dba متصل می‌شوند.

## کاربردها
[Pd2(dba)3] به عنوان منبعی از Pd(0) محلول، به ویژه به عنوان کاتالیزور برای واکنش‌های مختلف جفت‌شدن استفاده می‌شود. نمونه‌هایی از واکنش‌هایی که از این واکنشگر استفاده می‌کنند عبارتند از: جفت‌شدن نگیشی، جفت‌شدن سوزوکی، بازآرایی کارول، و آلکیلاسیون نامتقارن تروست، و همچنین آمینی‌شدن بوشوالد–هارت‌ویگ.
کمپلکس‌های مرتبط با این ساختار [Pd(dba)2] وتتراکیس(تری‌فنیل‌فسفین)پالادیم(۰) هستند.